# Фюрстенберг, Ира фон
Принцесса Вирджиния фон Фюрстенберг (Вирджиния Каролина Тереза Панкратия Гальдина Принцесса цу Фюрстенберг), также известная как Ира фон Фюрстенберг (18 апреля 1940[…], Рим, Королевство Италия — 18 февраля 2024, Рим, Италия) — европейская светская львица, актриса, дизайнер ювелирных изделий и бывший менеджер по связям с общественностью модельера Валентино. По рождению принадлежит к княжеской семье Фюрстенберг и по браку была в составе княжеской семьи Гогенлоэ-Лангенбург (брак распался).

## Биография
Дочь принца Тассило цу Фюрстенберга (1903—1989) и его первой жены Клары Аньелли (1920—2016). Она родилась 18 апреля 1940 года в Риме (Италия). Её дедушка и бабушка по отцовской линии — принц Карл Эмиль фон Фюрстенберг (1867—1945) и венгерская графиня Мария Матильда Джорджина Фештетич фон Тольна (1881—1953), дочь принца Тассило Фештетича фон Тольна (1850—1933) и леди Мэри Виктории Дуглас-Гамильтон (1850—1922). Её прабабушка по материнской линии — американская наследница Джейн Бурбон дель Монте, принцесса ди Сан-Фаустино, урождённая Кэмпбелл, а старший из двух её братьев — принц Эгон фон Фюрстенберг (1946—2004), модельер. У неё также есть младший брат, принц Себастьян (род. 1950).
Её бывшая невестка-модельер Диана фон Фюрстенберг, а дядя — Джанни Аньелли, председатель FIAT. Ира является двоюродной сестрой принца Карла фон Шварценберга, бывшего министра иностранных дел Чешской Республики. Она говорит на нескольких языках, включая итальянский, французский, немецкий, испанский и английский.
Покровительница ряда благотворительных организаций, в том числе фонда «Дети Африки», созданного Домиником Уаттарой.
Была ведущей музыкального фестиваля в Сан-Ремо 1970.
Скончалась 18 февраля 2024 года на 84-м году жизни.

## Первый брак

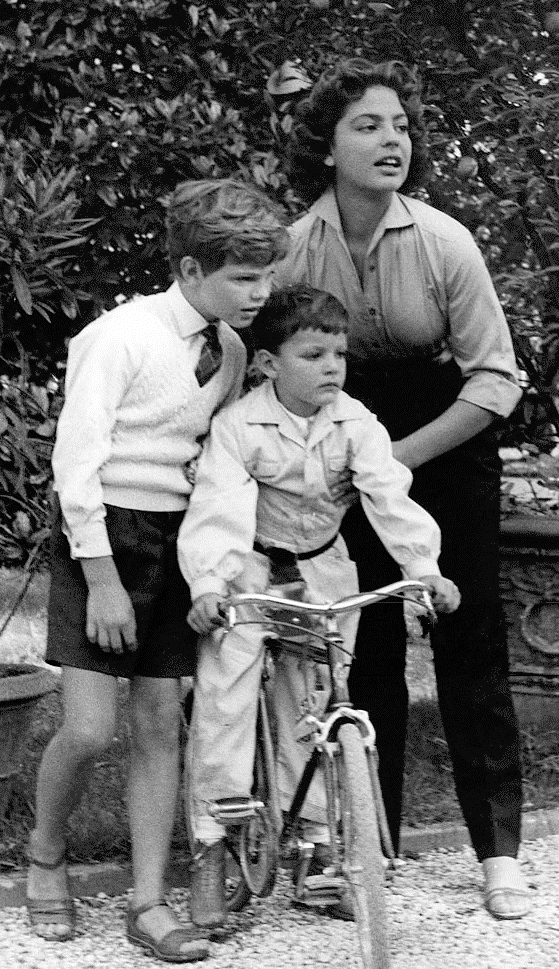
Ира фон Фюрстенберг со своими младшими братьями в 1955 году

Первый муж, за которого она вышла замуж в Венеции, Италия, 17 сентября 1955 года, — принц Альфонсо Гогенлоэ-Лангенбургский (1924—2003), основавший испанский курорт Марбелья-клуб. На момент свадьбы невесте было 15 лет, а жениху — 31 год. Они развелись в 1960 году, а в 1969 году брак был аннулирован церковью.
У них было двое детей:
- Кристоф Викторио Эгон Умберто (известный как «Кико»[7] ; 8 ноября 1956 — 5 августа 2006), который умер от полиорганной недостаточности через несколько дней после заключения в Центральную тюрьму Клонгпрем в Бангкоке по обвинению в незаконном изменении визы. Его здоровье было ослаблено из-за режима похудения в тайском оздоровительном центре[8][9].
- Хубертус Рудольф (известный как «Хуби»[10]; род. 2 февраля 1959 года), музыкант и фотограф, входивший в олимпийскую сборную Мексики по горнолыжному спорту в 1984, 1988, 1992, 1994, 2010 и 2014 годах[11]. Он женился на Симоне Гандольфи 17 июня 2019 года в Вадуце[12].

## Второй брак
Вторым супругом Иры стал Франсиско «Малыш» Пиньятари (1916—1977), бразильский промышленник. Они поженились в Рино, штат Невада, 12 января 1961 года, развелись в Лас-Вегасе в январе 1964 года и не имели детей.

## Кинокарьера
Ира фон Фюрстенберг была звездой европейских фильмов категории «Б» в 1960-х и 80-х годах.
Снялась в тридцати фильмах, среди них — «Бесподобный» (1967), «Я убил Распутина» (1967), «Мертвый бег» (1967), «Моя кровать не для сна» (1968), «Ватиканское дело» (1968), «Битва за Эль-Аламейн» (1969), «Пять кукол для августовской луны» (1970), «Не желай соседа с пятого этажа» (1970), «Пятый провод» (1971).

## Известные опубликованные работы
- Young at Any Age: Thirty Three of the World’s Most Elegant Women Reveal How They Stay Beautiful (1981) ISBN 9780297779216
- Tartanware: Souvenirs from Scotland (1996) ISBN 9781857935141
- Princesse et Rebelle (2002) ISBN 9782741301271